# Bad Elster

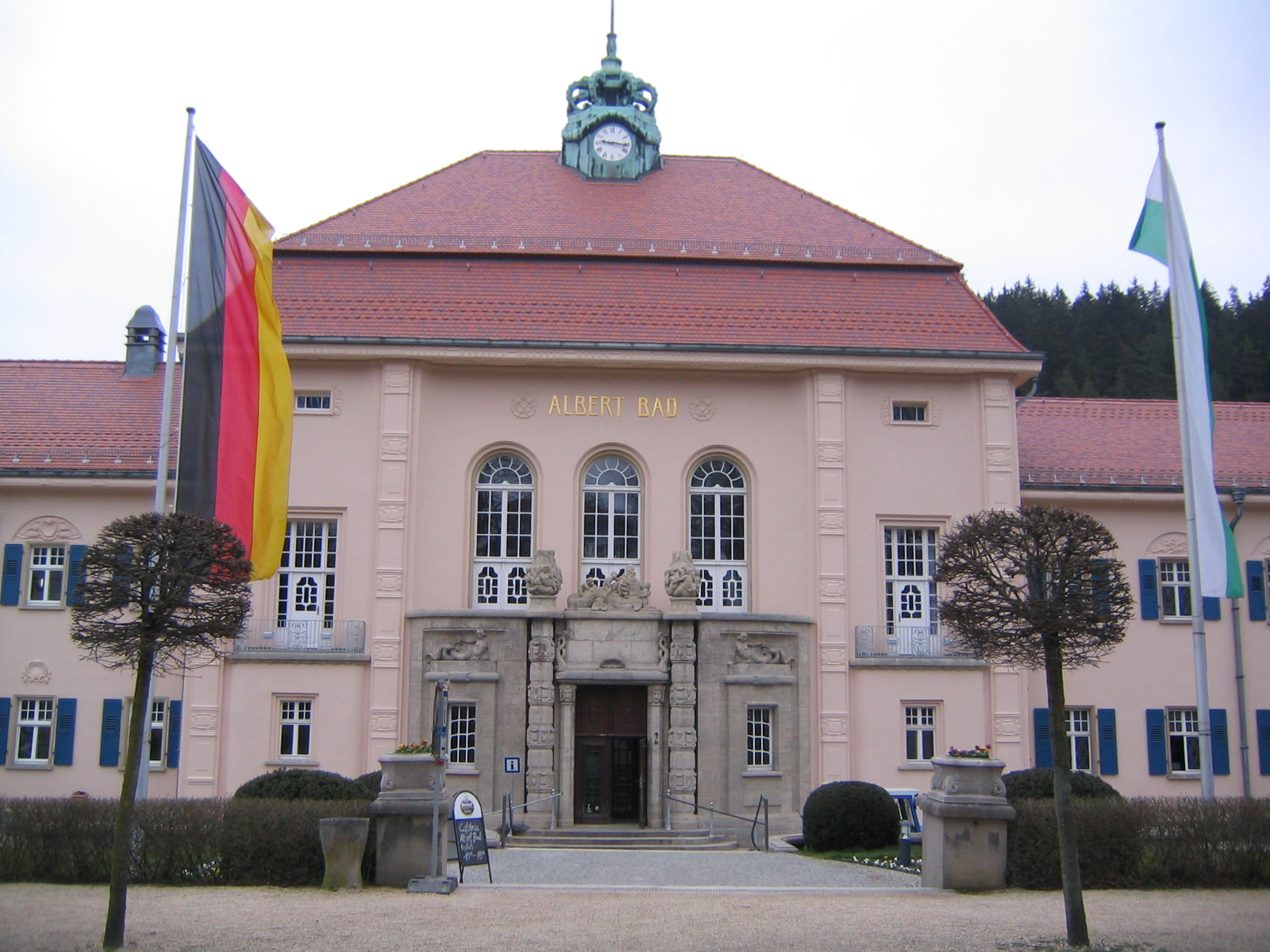
König-Albert-Bad

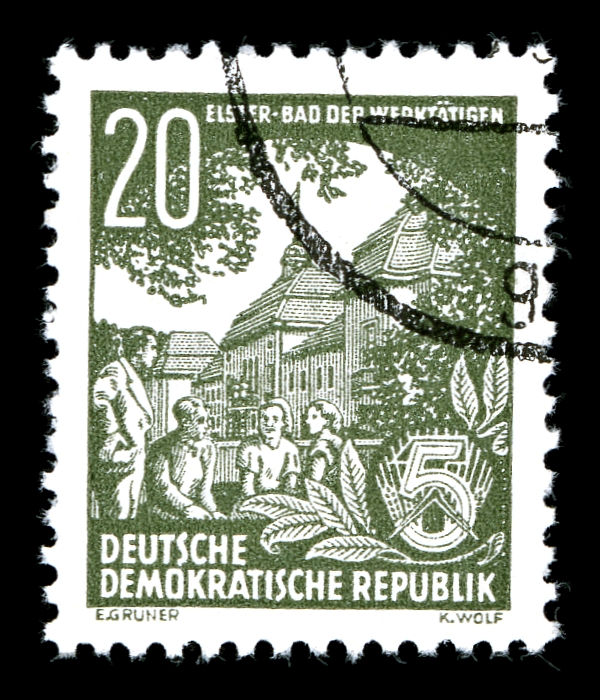
Znaczek z DDR z napisem: "Robotnicza Bad Elster", Plan pięcioletni 1953 roku, Pracownicy sanatorium Elster

Bad Elster (wym. MAF: [baːt ˈɛlstɐ], posłuchajⓘ) – miasto uzdrowiskowe w Niemczech, w kraju związkowym Saksonia, w okręgu administracyjnym Chemnitz, w powiecie Vogtland. Leży na granicy z Bawarią i Czechami, nad rzeką Biała Elstera.
Rejon ten chroniony jest przed ekstremalnymi temperaturami przez otaczające go zalesione wzgórza. Należy do czesko-niemieckiego mikroregionu „Freunde im Herzen Europas”.

## Współpraca
Miejscowość partnerska:
- Bad Waldsee, Badenia-Wirtembergia